# Kohlenbunker

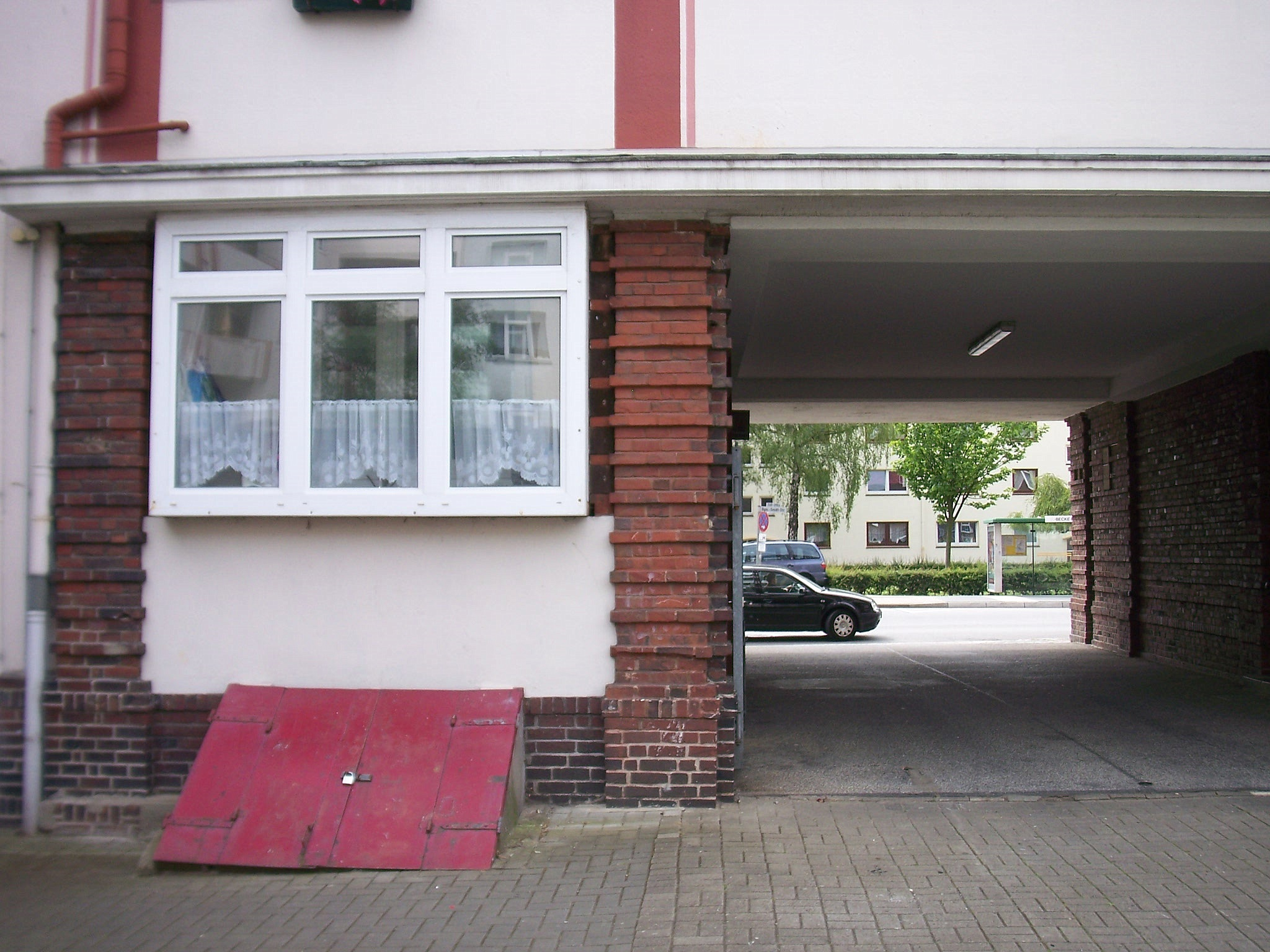
Kohlenrutsche

Ein Kohlenbunker oder Kohlenkeller ist ein Lagerraum für Kohlen in Kraftwerken, Bahnbetriebswerken oder Privathäusern. 

## Zweck
In vielen Fällen handelt es sich dabei einfach um eine gemauerte unterirdische Grube, z. B. unterhalb der Küche eines nicht unterkellerten Wohnhauses, die durch eine Falltür vorm Küchenherd zugänglich ist. Ein Kellerraum, in dem Kohlen für den Bedarf im Haus gelagert werden, wird als Kohlenkeller bezeichnet. Solche Keller waren früher in vielen Häusern anzutreffen. Nachdem Kohle als Heizmaterial unüblich geworden ist, findet man benutzte Kohlenkeller nur noch selten. Häufig waren diese Keller mit einem nach oben führenden Schacht versehen, durch den die Kohle hinuntergeschüttet werden konnte. In Mehrfamilienhäusern waren dagegen meist gemauerte oder aus Holz gezimmerte Kohlebehälter in den zu einzelnen Wohnungen gehörenden Kellerräumen oder -verschlägen vorhanden, in denen jeder Mieter seine eigenen Kohlen lagerte.
Als Kohlebunker wurden in der Zeit der Dampfschifffahrt Schiffsräume bezeichnet, die zum Teil in gleicher Höhe, zum Teil auch höher als die Kesselräume lagen.
Hochbunker nennt man heute meist ,Kohlesilo‘; seit dem Zweiten Weltkrieg versteht man unter Hochbunker meist oberirdische Luftschutzbunker. Im Nordhafen Walsum war 2005 ein Kohlebunker eingestürzt.
Größere, im Freien lagernde Kohlehaufen heißen Kohlehalde. 